# Apallates microcentrus
Apallates microcentrus är en tvåvingeart som först beskrevs av Daniel William Coquillett 1904.  Apallates microcentrus ingår i släktet Apallates och familjen fritflugor. Inga underarter finns listade i Catalogue of Life.